# Чина чорна
Чина чорна, горошок чорний, чорнозілля (Lathyrus niger (L.) Bernh.) — рослина з роду чина, родини бобових.

## Загальна біоморфологічна характеристика

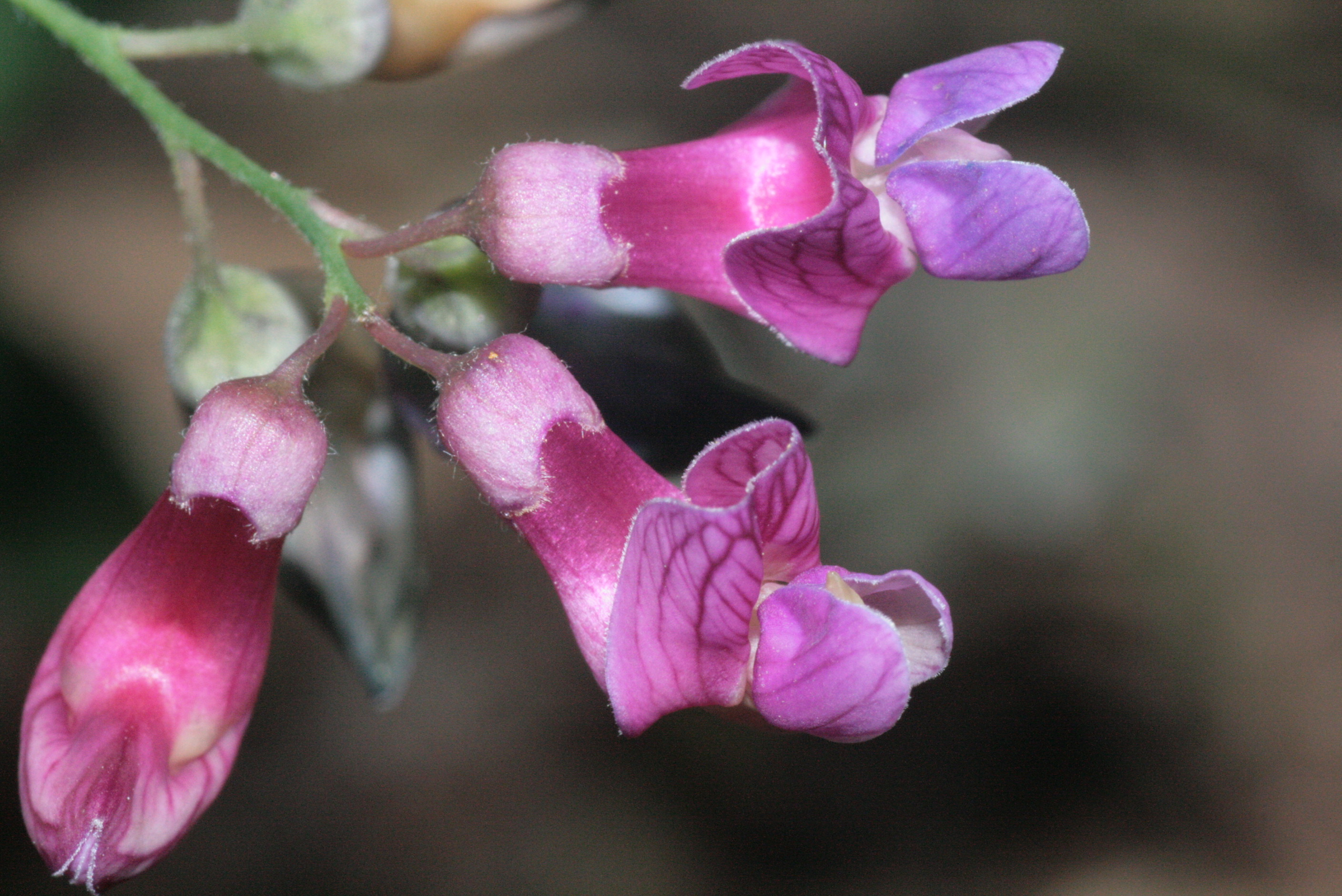
Квіти чини чорної

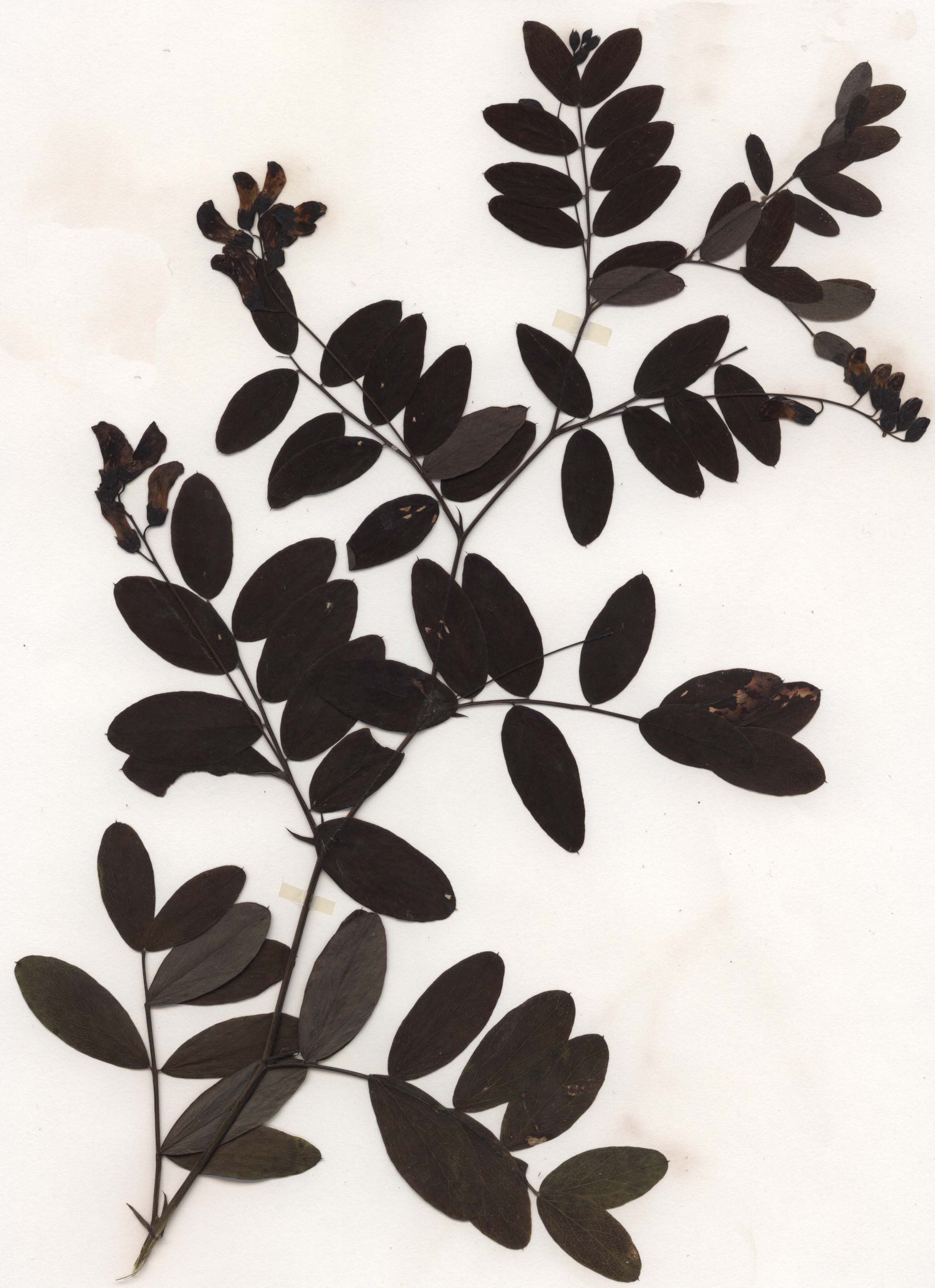
Гербарний зразок чини чорної

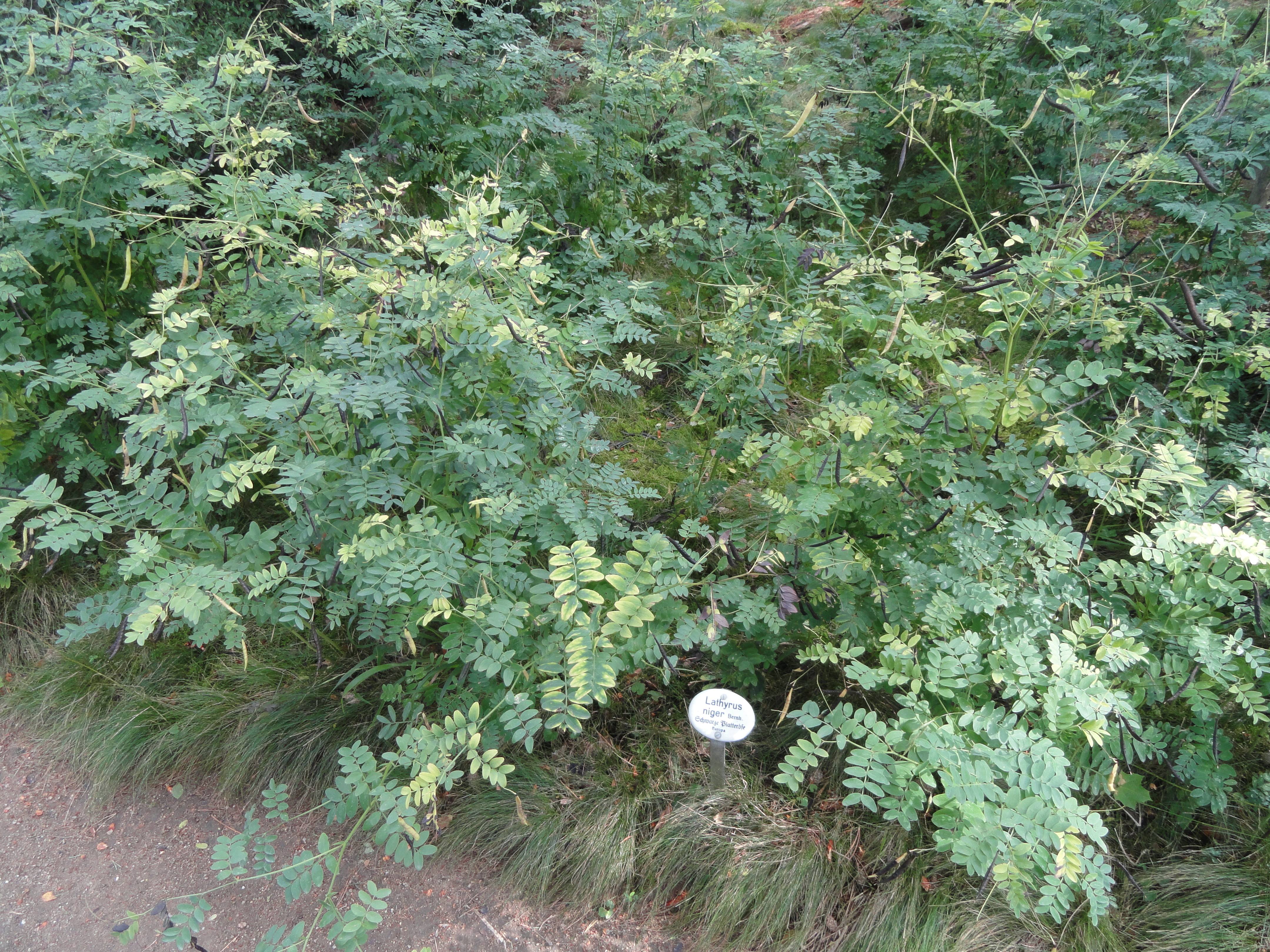
Чина чорна в Ботанічному саду Франкфурта-на-Майні

Багаторічна рослина з коротким, потовщеним, майже дерев'янистим кореневищем. Стебла — одиночні або декілька, прямостоячі, 50-80 см заввишки, у нижній частині майже безлисті, догори густо облиствені, нетовсті, гранисті. Прилистки напівстрілоподібні, лінійно-ланцетні, коротше черешка, 6-10 мм завдовжки, 1-2 мм завширшки. Листя парноперистоскладні. Черешок гранистий, закінчується тонкою щетинкою. Листочки трьох- — п'ятіпарні, еліптичні або довгасто-овальні, на обох кінцях закруглені, на верхівці — з вістрям, знизу — сірувато-зелені, з обох боків — з неясною сіткою жилок, 20-35 мм завдовжки, 8-12 мм завширшки. Китиці з чотирма — шістьма квітками, негусті, однобокі. Чашечка широкодзвоникова, по краю коротковійчаста, верхні зубці її майже непомітні, два бокових нижніх трикутно-загострені, нижній трикутно-шилоподібний, у кілька разів коротший трубки. Віночок завдовжки 11-13 мм, лілово-фіолетовий, прапор трохи довше крил, пластинка його майже овальна, коротше широкого нігтика, крила на довгому, дещо зігнутому нігтику, пластинки їх довгасті, на верхівці звужені, при основі з вушками. Човник на довгому нігтику, по нижньому краю майже прямокутно зігнутий, до верхівки витягнутий в дзьобик. Боби довгасто-лінійні, 4-5 см завдовжки, 4-5 мм завширшки, до верхівки більш витягнуті і злегка зігнуті, стулки бобів досить опуклі, з малопомітним жилкуванням. Цвіте в липні — серпні.

## Екологія
Росте в лісах переважно листяних, особливо дубових, але нерідко і в сосняках.

## Поширення

### Природнийареал
- Африка
  - Північна Африка: Алжир; Марокко; Туніс
- Азія
  - Західна Азія: Сирія; Туреччина
  - Кавказ: Росія — Краснодарський край
- Європа
  - Північна Європа: Данія; Фінляндія; Норвегія; Швеція; Велика Британія
  - Середня Європа: Австрія; Бельгія; Чехословаччина; Німеччина; Угорщина; Нідерланди; Польща; Швейцарія
  - Східна Європа: Білорусь; Естонія; Латвія; Литва; Молдова; Російська Федерація — європейська частина; Україна (вкл. Крим)
  - Південно-Східна Європа: Албанія; Болгарія; колишня Югославія; Греція; Італія; Румунія
  - Південно-Західна Європа: Франція (вкл. Корсика); Португалія; Іспанія

## Використання та господарське значення
Добра кормова високобілкова рослина, охоче поїдається худобою. Використовується як декоративна рослина, медонос, барвник.

## Охорона у природі
Входить до Офіційних переліків регіонально рідкісних рослин Донецької і Дніпропетровської областей.
Занесена до Червоних книг Латвії і Естонії. В Росії входить до Червоних книг Калузької, Липецької, Московської, Псковської, Ростовської, Рязанської, Самарської і Смоленської областей та до Червоної книги Москви.